# Головнокомандування Вермахту «Південний Схід»
Головнокомандування Вермахту «Південний Схід» (нім. Oberbefehlshaber Südost) — об'єднане стратегічне головнокомандування усіма видами Збройних сил Німеччини під час Другої світової війни на Балканському театрі дій.
Головнокомандування Вермахту «Південний Схід» було створене на підставі наказу фюрера № 47 від 28 грудня 1942 на чолі з генерал-полковником А.Лером.
З виходом наказу № 48 від 26 липня 1943 було утворена нова група армій «F», яка була підпорядкована Головнокомандуванню Вермахту на південному сході Європи, котра у свою чергу отримала групу армій «E» під своє командування.

## Головнокомандувачі
| 1 січня        | 26 серпня 1943  | генерал-полковник Люфтваффе Александер Лер |
| 26 серпня 1943 | 25 березня 1945 | генерал-фельдмаршал Максиміліан фон Вейхс  |
| 25 березня     | 8 травня 1945   | генерал-полковник Люфтваффе Александер Лер |

## Райони дій
- Балкани (26 листопада 1943 — квітень 1945);

## Формування, що підпорядковувалися Головнокомандуванню
- Командування «Сербія» (Befehlshaber Serbien);
- Командування «Салоніки-Егейське море» (Befehlshaber Saloniki-Ägäis);
- Командування «Південна Греція» (Befehlshaber Süd-Griechenland);
- Командування «Хорватія» (Befehlshaber Kroatien);
- Комендант фортеці «Крит» (Kommandant der Festung Kreta).